# Електрод
Електродът (на гръцки: ηλεκτρόν – elektron – кехлибар и на гръцки: ὁδός – hodós път, начин) притежава електронна проводимост и е добър проводник на електричество. Обикновено е направен от метал, чрез който се прави контакт и се осъществява електрическа верига с неметалическа среда с йонна проводимост (електролит или йонизиран газ), твърд електролит, полупроводник. Важна характеристика на електродите е електрическият потенциал, който се установява на границата между проводящата част и електролита като съответно се наричат положителен електрод (анод) или отрицателен електрод (катод).  Думата електрод като понятие е измислена и въведена от Майкъл Фарадей , както и термините катод, анод, йон, анион, катион. 
В техническата литература с термина електрод се обозначава още всеки край на една електрическа верига с възможност за включване към една работеща система от електрически вериги  (напр. цоклите и пиновете на електронните лампи и др.).

## Анод и катод при електролиза
Електродите в един галваничен елемент са потопени в разтвор на електролит и се наричат анод и катод (термини, също измислени от Фарадей). Анодът е електродът, върху който протича окислението и електроните напускат елемента по електрическата верига (отрицателен), а катодът е електродът, където протича редукция (положителен). Всеки от електродите може да стане анод или катод в зависимост от полярността на приложеното напрежение. Биполярен е електрод, който действува като анод в един елемент и като катод в друг галваничен елемент.

## Електроди в електротехниката
При електронната лампа или полупроводниковите елементи с диоди, анодът е положителният електрод (+), а катодът – отрицателният (−). Електроните се излъчват от катода и се ускоряват към анода. Много електронни елементи имат и други електроди, чрез които се контролира протичането на ток – като база, решетка, гейт.
При заваряването електродът се използва, за да се осъществи електрическа дъга между предметите за заваряване. В зависимост от вида на процеса при заваряването електродът може да се консумира или не. При система с прав ток заваръчният катод може да е катод (запълваща заварка) или анод. При променливо-токов заваръчен процес не се говори за анод и катод.

## Приложения
- за електролиза
- електроди за заземяване
- електроди за геоложки проучвания
- електроди за нанасяне на галванични покрития
- за заваряване
- в медицината – сърдечен дефибрилатор
- екзекуция с електрически стол